# Christopher I al Danemarcei
Christopher I (n. 1219, Ribe, regiunea Syddanmark, Danemarca – d. 29 mai 1259, Ribe, regiunea Syddanmark, Danemarca) a fost regele Danemarcei din 1252 până în 1259. A fost fiul lui Valdemar al II-lea al Danemarcei și a soției sale, Infanta Berengaria de Portugalia. El i-a urmat la tron pe frații săi, Eric al IV-lea al Danemarcei și pe Abel al Danemarcei.
Christopher și-a început organizarea efortului de a-l canoniza pe fratele său, Eric al IV-lea al Danemarcei, punând asasinarea sa în fața fratelui său Abel al Danemarcei. Deși această crimă era recunoscută de Papa, l-ar fi exclus pe Abel de la succesiune și le garanta fiilor lui Christopher coroana Danemarcei. Acest lucru a însemnat că Christopher, ca fiu mai mic, a încercat să păstreze guvernarea țării pentru fii săi.
Regele și-a petrecut cea mai mare parte a domniei sale luptându-se cu adversarii săi. Prin permiterea fiului lui Abel, Vladimir Abelson, să fie Duce de Schleswig, el a împiedicat un război civil total, însă a devenit ținta intrigilor și trădărilor. Iutlanda de sud, inclusiv Schleswig și Holstein, erau independente de guvernarea regelui la acea vreme. Christopher s-a ales cu un dușman feroce, Jacob Erlandsen, Arhiepiscop de Lund, care se afla în strânsă legătură cu familia lui Abel. Erlandsen și-a afirmat drepturile sale de multe ori, intrând în conflict cu regele. Regele Christopher a insistat ca biserica să plătească impozite la fel ca orice alt proprietar de terenuri, însă episcopul Iacov a refuzat și a mers mai departe încât le-a interzis țăranilor care trăiau și lucrau pe proprietățile bisericești să ofere serviciu militar regelui Christopher. Erlandsen a fost cel mai bogat om din regat și a insistat ca guvernul secular să nu aibă nici un control peste biserică, proprietatea sa, sau asupra personalului ecleziastic. El l-a excomunicat pe rege pentru a arăta că el nu dorea să se predea în fața voinței regelui.
Christopher a încercat să-l canonizeze pe fratele său Eric al IV-lea, însă fără sprijinul Arhiepiscopului Jacobs, nu a ajuns la nici un rezultat. Când Ducele Valdemar a murit, regele Christopher a încercat să-l împiedice pe fratele lui Valdemar, Eric Abelson, să preia titlul de duce. Văduva lui Valdemar a încurajat câțiva conți din nordul Germaniei să se răzvrătească. Christopher fiind în confuzie, a fugit în Iutlanda de sud la Episcopul de Ribe.
Regele a murit pe neașteptate, după Sfânta Împărtășanie. Potrivit unor surse contemporane, Christopher a murit după ce a băut vinul sfânt otrăvit din mâinile starețului Arnfast de Ryd, care se răzbunase pentru maltratarea Arhiepiscopului Erlendsen și pentru opresiunea regelui în legătură cu biserica. Excomunicarea regelui Christopher nu a avut nici un efect și a fost îngropat în fața altarului ridicat la Catedrala Ribe, imediat după moartea sa, pe 29 mai 1259. Christopher a fost succedat de fiul său, Eric al V-lea al Danemarcei.